# Toshimi Kikuchi
Toshimi Kikuchi (født 17. juni 1973) er en tidligere japansk fodboldspiller og træner.
Han har spillet for flere forskellige klubber i sin karriere, herunder Tokyo Verdy.
Han har tidligere trænet Iwate Grulla Morioka.